# Mesen
Mesen (Frans: Messines) is een stad en faciliteitengemeente in de Westhoek in de Belgische provincie West-Vlaanderen. Mesen kreeg bij Wet van 19 juli 1985 opnieuw de stadstitel, die het in de napoleontische periode verloren was. De stad telt amper 1075 inwoners en is daarmee de kleinste stad van België. Omdat Mesen een faciliteitengemeente is, fuseerde het niet met andere gemeenten.

## Geschiedenis
Mesen ontwikkelde zich van Romeinse villa tot middeleeuwse stad, waarbij het handelsverkeer tussen het bekken van de Leie en dat van de IJzer een belangrijke rol speelde. De Douvebeek was voor platte schepen bevaarbaar, waarna de goederen over land van Mesen naar Ieper werden vervoerd om vervolgens via de Ieperlee verder noordwaarts te worden gebracht. Ook de heerbaan van Cassel naar Kortrijk doorkruiste Mesen. Hier ontstond een grafelijke burcht en de graaf stichtte er een jaarmarkt.
Adela van Mesen, geschiedkundig bekend als Adela van Frankrijk, overleed in Mesen op 8 januari 1079. Zij was een dochter van koning Robert II van Frankrijk en van Constance Taillefer d'Arles. Als weduwe van hertog Richard III van Normandië huwde zij in 1028 met graaf Boudewijn V van Vlaanderen. Adela stichtte in 1057 een vrouwenklooster met daaraan verbonden een kapittel van 12 kanunniken. In 1060 werd het klooster tot abdij verheven en werd Mesen een zelfstandige parochie. In 1079 kreeg de abdis ook het wereldlijke gezag over Mesen. De abdis stond tevens aan het hoofd van het mannelijke seculiere kapittel.
Het stadje was op het hoogtepunt van zijn macht in de 11e-12e eeuw. Toen was het – met zijn jaarmarkt – een knooppunt in de lakenindustrie, samen met steden als Rijsel, Ieper, Brugge en Torhout. Ook de lederindustrie speelde een rol. Binnen de cyclus van de jaarmarkten was Mesen de laatste jaarmarkt voor de winter en het nabijgelegen Ieper de eerste. De stad Mesen was hierdoor een belangrijke overwinteringsplaats voor de handelaren. Voor de grote stadsbrand in de 15e eeuw telde Mesen 2.000 haarden. Dit kan overeenkomen met ca. 6.000 tot 8.000 inwoners. 
Een bijzonderheid in het statuut van de stad en zijn abdij was, dat bij de stichting van de abdij in 1057 haar territorium onder het bestuur van de abdis werd geplaatst en deze rechtstreekse verantwoording aan de Franse koning verschuldigd was en niet aan de graaf van Vlaanderen. Dit komt ook tot uiting in het gevoerde wapen en de vlag die een Franse lelie voorstellen. De stadsrechten werden dan ook door de abdis, vereerd voor haar wereldlijke macht als prinses, verleend. Hierdoor had Mesen een wat afwijkend rechtstelsel t.a.v. het omliggende gebied.
In 1164 werd te Mesen een tweede kerk gesticht, de Sint-Niklaaskerk, gewijd aan de patroonheilige van de handelaars. Omstreeks 1200 werd het stadje omwald. In de tweede helft van de 13e eeuw werd de omgrachting uitgebreid, maar in de 14e eeuw stagneerde de bloei, zowel door politieke onlusten als door het deels verzanden van de Douvebeek. In 1383 werd Mesen in brand gestoken door de Engelsen in het kader van de Honderdjarige Oorlog, waarbij het stadje grotendeels werd verwoest.
Gedurende de 15e eeuw herstelde de lakennijverheid zich weer. Er werden gebouwen opgericht zoals een psychiatrisch hospitaal, een vleeshuis en een stadhuis (1469), maar in 1477 werd het stadje weer gedeeltelijk verwoest, nu door de Fransen. Ook lakennijverheid en jaarmarkt raakten in verval. Dan was er in 1541 nog brand in de abdij, en in 1552 was er weer een stadsbrand, waarna ook het begijnhof werd opgeheven. Wel bleef er nog een rederijkerskamer en waren er twee schuttersgilden.
In de tweede helft van de 16e eeuw werd Mesen een belangrijk calvinistisch centrum, maar na de herovering door Alexander Farnese weken vele wevers uit naar Engeland en trad opnieuw verval in. Wel ontwikkelde Mesen zich tot bedevaartplaats vanwege de vele mirakelen die naar verluidt geschiedden op voorspraak van Onze-Lieve-Vrouw van Mesen, aanleiding voor het houden van een jaarlijkse ommegang, de Grote Keer, die ook tegenwoordig nog wordt gehouden.
De Frans-Spaanse Oorlogen zorgden voor verder verval. In 1685 werd de Sint-Niklaaskerk gesloopt. De gelovigen kerkten toen in het oude kanunnikenkoor naast de abdij. De abdijbezittingen werden aangeslagen, maar in 1678 kwam Mesen, krachtens de Vrede van Nijmegen, bij Frankrijk en werd de abdij in ere hersteld. In 1698 richtte deze een dakpannenfabriek op en in 1703 kreeg de toren van de abdijkerk een beiaard. Onder het bewind van keizerin Maria Theresia werd de abdij in 1776 opgeheven. Mogelijk lag hier een conflict van de (Fransgezinde) abdis aan ten grondslag. In de abdijgebouwen werd het Koninklijk Gesticht van Mesen, een school voor weeskinderen van militairen, gevestigd. De abdijkerk werd parochiekerk, nu gewijd aan Sint-Niklaas. Het kapittel bleef bestaan.
In de Franse tijd werd Mesen een zelfstandige gemeente, die grotendeels de grenzen van de parochie volgde, waardoor een deel van de kom op het grondgebied van Wijtschate terecht kwam. Ook de enclave van Mesen stamt uit die tijd. Deze bestond al als parochie-enclave vanaf 1235. Het kapittel werd nu afgeschaft.
Tijdens de 19e eeuw bleef Mesen een betrekkelijk onbetekenende plaats.
Op 1 november 1914 werd Mesen, na zware beschietingen, door de Duitsers bezet. Een der in Mesen gelegerde soldaten was Adolf Hitler, die de ruïnes van de abdijkerk nog geschilderd heeft. In 1916 werden de Duitse stellingen ondermijnd en in juni 1917 werden deze tot ontploffing gebracht. Daarna barstte de Tweede Slag om Mesen los (van 14-17 juni 1917) en werd Mesen door Nieuw-Zeelandse troepen heroverd. Vanaf april tot 28 september 1918 kwam Mesen, vanwege het Lenteoffensief, weer in Duitse handen, maar in november van dat jaar werd Mesen bevrijd. In 1922 waren de meeste bewoners weer teruggekeerd en werd het stadje herbouwd. Het Koninklijk Gesticht werd in 1919 verplaatst naar Lede in Oost-Vlaanderen.

## Kernen
De gemeente Mesen heeft slechts één kern, het stadscentrum zelf. Deze kern ligt tegen de noordgrens van de gemeente, en een deel van de bebouwing spreidt zich wat verder uit op het grondgebied van Wijtschate in de gemeente Heuvelland.
Ten westen van het grondgebied rond de stadskern ligt een afgezonderd stuk grondgebied. Deze exclave ligt tussen Wijtschate en Ploegsteert in. Mesen is een van de vier Belgische gemeentes die uit meerdere, niet aan elkaar grenzende delen bestaan. De andere drie zijn Elsene, Baarle-Hertog en Sint-Gillis (hier slechts een aantal percelen die een exclave vormen).
De zuidgrens van Mesen wordt gevormd door de Douvebeek.
De gemeente Mesen heeft door zijn kleine oppervlakte weinig buren, en ligt geprangd tussen volgende dorpen:
- a. Wijtschate (gemeente Heuvelland)
- b. Waasten (stad Komen-Waasten)
- c. Ploegsteert (stad Komen-Waasten)

### Kaart

Mesen, grondgebied en buurgemeenten. De gele gebieden zijn bebouwde kernen.

## Bezienswaardigheden
- De Sint-Niklaaskerk heeft een opvallende koepelvormig toren. Deze is van ver buiten het centrum zichtbaar en omwille van de vorm spreekt men van de "dikkop" van Mesen. De basis van de kerk dateert van 1057, maar ze werd in de loop van de tijd ernstig verbouwd. Na de totale vernietiging in de Eerste Wereldoorlog werd ze pas in 1928 heropgebouwd. De huidige kerk was aanvankelijk de abdijkerk van een klooster van de vrouwenorde van Sint-Benedictus, opgericht door Gravin Adela van Mesen. Ze was toegewijd aan Onze-Lieve-Vrouw. Onder impuls van het stijgende aantal handelaars stond de abdis de bouw van een bijkomende parochiekerk toe. Deze was toegewijd aan de heilige Nicolaas, patroon van de handelaars. Die kerk werd in 1685 afgebroken. Dan werd het oude kanunnikenkoor in de Onze-Lieve-Vrouwekerk als parochiekerk gebruikt. Na de afschaffing van de abdij in 1776 werd de oude abdijkerk als parochiekerk gebruikt onder het patronaat van Sint-Niklaas. Na de Eerste Wereldoorlog werd alleen nog maar de kerk wederopgebouwd zonder de oude abdijgebouwen die sedert 1776 gebruikt werden door het Koninklijk Gesticht van Mesen. Het Gesticht verhuisde dan naar Lede.
- Onder het koor van de kerk bevindt zich een romaanse crypte uit de 11de eeuw. Dit is het enige geklasseerde monument in de stad. De crypte is de begraafplaats van Adela van Mesen.

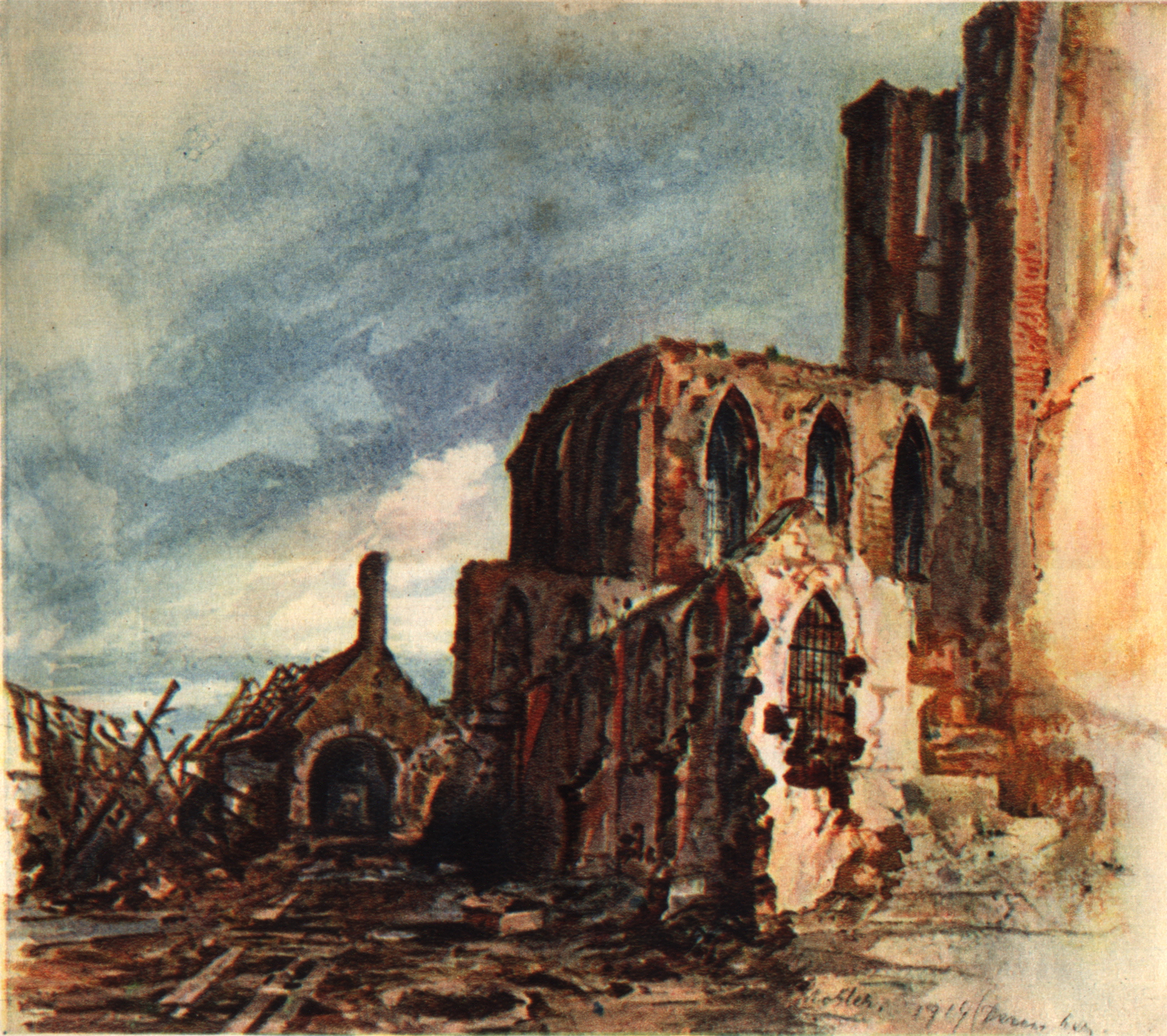
De abdijkerk, door Hitler

- De stad telt verschillende aandenkens aan de Eerste Wereldoorlog. Hier werd de mijnenslag in Mesen uitgevochten. Er is een vredesbeiaard die om het kwartier muziek speelt van de naties die in de oorlog betrokken waren. Mesen telt ook verschillende militaire begraafplaatsen voor gesneuvelden uit de oorlog, waaronder:
  - Messines Ridge British Cemetery waar meer dan 1500 doden worden herdacht en met daarop het Messines Ridge (New Zealand) Memorial. Adolf Hitler zou hier in Mesen tijdens de Slag om Ieper gewond zijn geraakt aan zijn voorhoofd door een kogelschampschot. Daarom droeg hij zijn haar met een bles om het litteken op zijn voorhoofd te verbergen. Hij werd verzorgd op de Bethlehem Farm, in de Rijselstraat. Door Hitler werd trouwens ook een schilderij gemaakt van de (vernielde) kerk van Mesen. Het origineel hangt in een Russisch museum, een kopie is te vinden in het museum van Mesen.
  - Bethleem Farm East Cemetery
  - Bethleem Farm West Cemetery
  - Messines Ridge (N.Z.) Memorial
  - Messines Ridge British Cemetery
  - Het Iers Vredespark is een van de merkwaardigste herdenkingsplaatsen van de Eerste Wereldoorlog op zijn grondgebied. De site is het laatste oorlogsmonument dat in de Westhoek werd opgericht en is een van de weinige die aandacht hebben voor de bijdrage van de Ieren aan de Groote Oorlog.

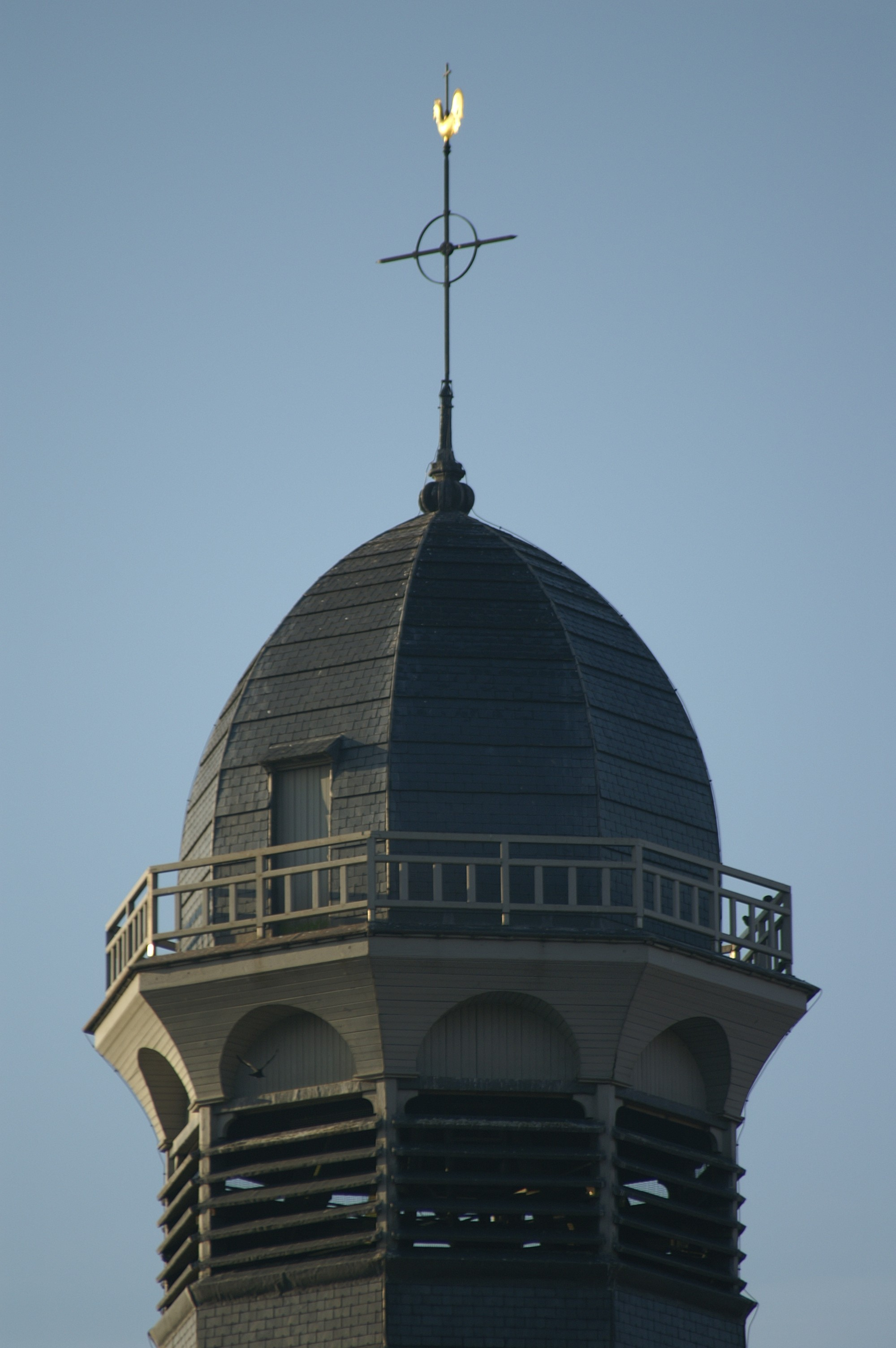
De koepelvormige kerktoren van de Sint-Niklaaskerk in Mesen
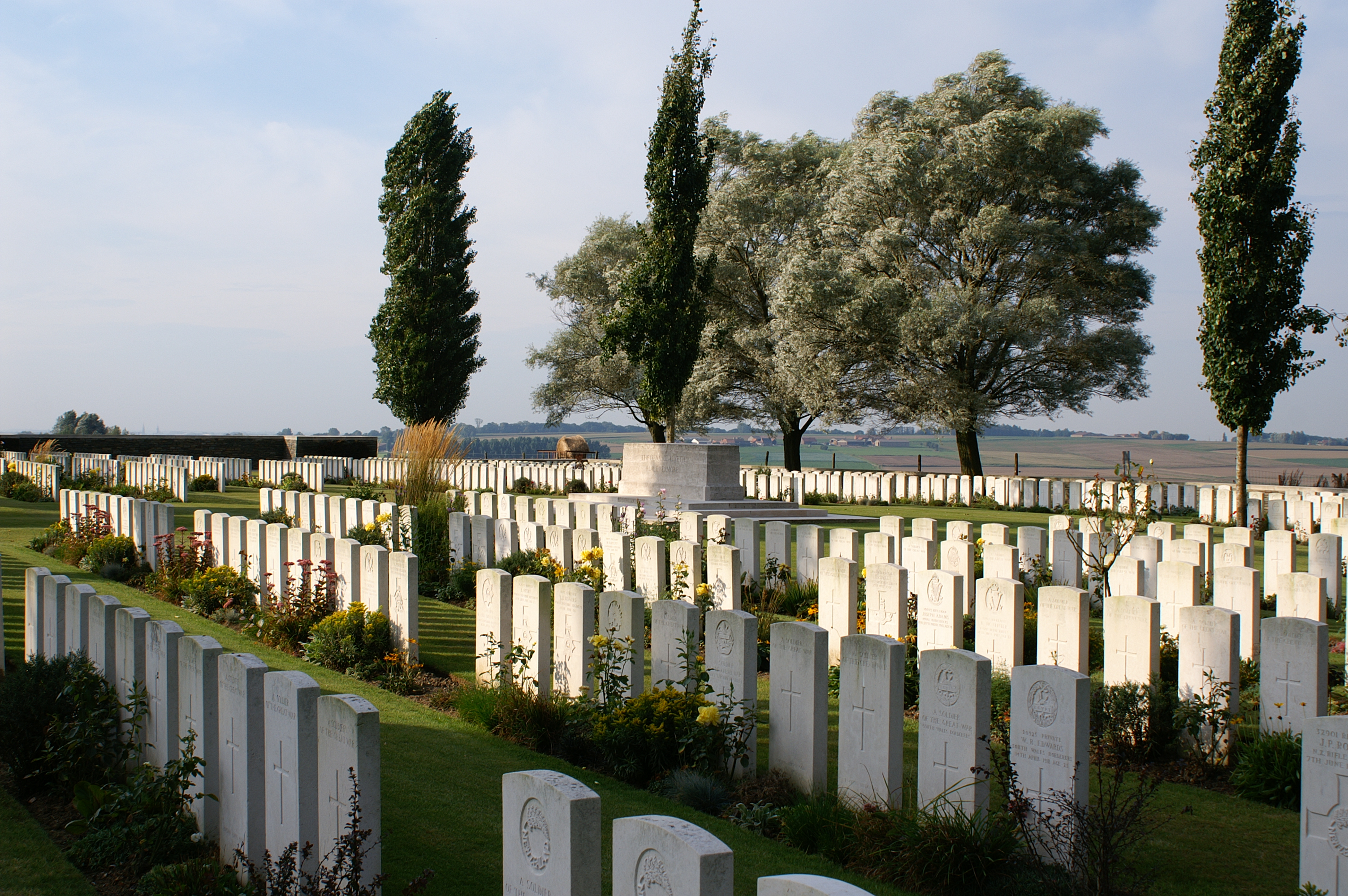
Messines Ridge British Cemetery
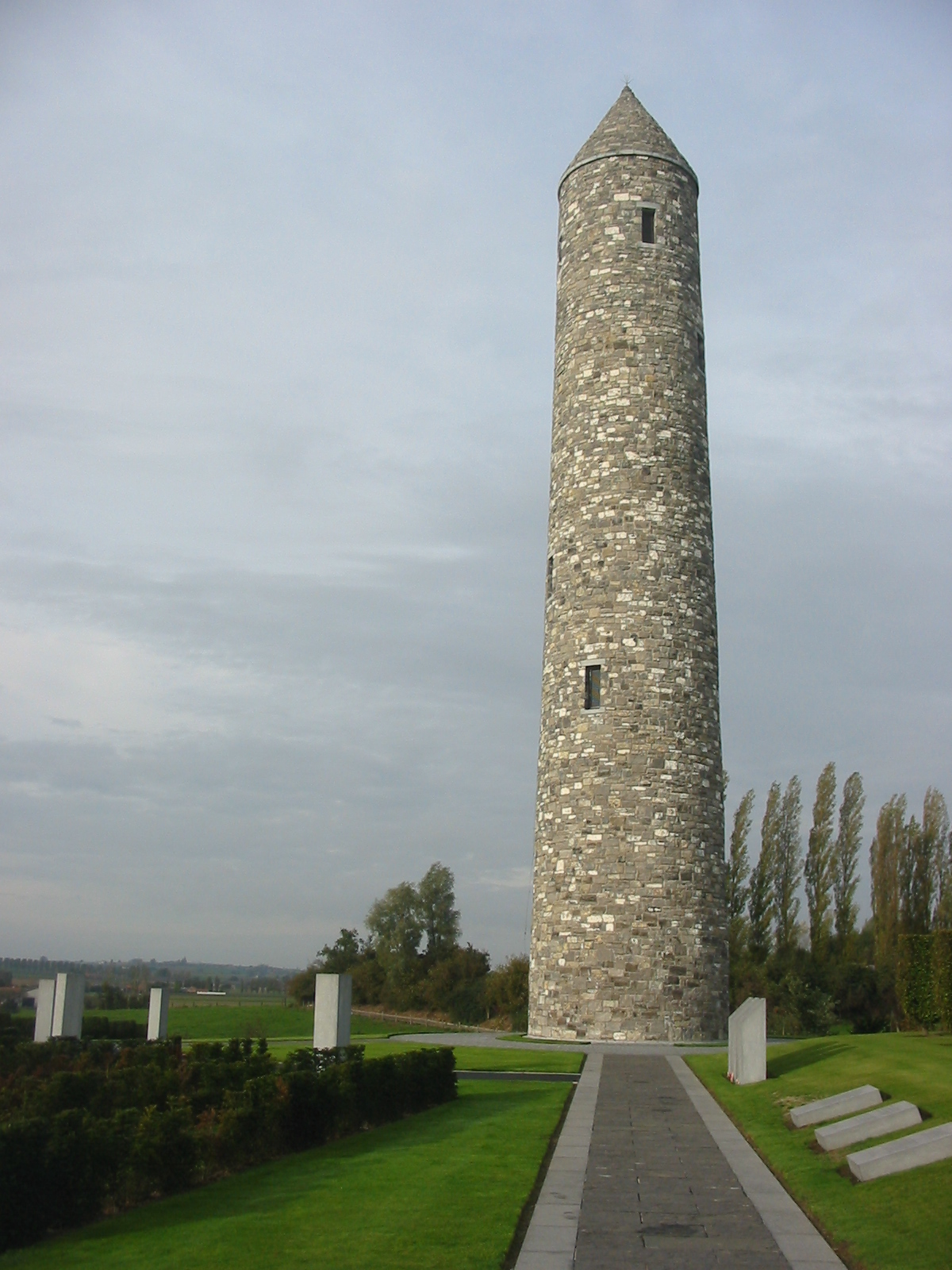
Toren, Iers Vredespark in Mesen

## Natuur en landschap
Mesen ligt in zandlemig Vlaanderen op een hoogte van ongeveer 52 meter. Het laagste punt is 20 meter, in de vallei van de Douvebeek, terwijl het hoogste punt op 65 meter ligt.
Mesen ligt op de zuidpunt van de landschappelijke ankerplaats Ieperse vestingen en omgeving, bossen ten zuiden en heuvelrug Wijtschate-Mesen.
Mesen ligt op de taalgrens. Het is een faciliteitengemeente. Ten zuiden van Mesen ligt de gemeente Komen-Waasten in de Waalse provincie Henegouwen, waarnaar het in 1963 vanuit West-Vlaanderen werd overgeheveld.

## Voorzieningen
Door de beperkte grootte heeft de stad Mesen weinig voorzieningen.
De Ierse aanwezigheid in Mesen was ook de directe aanleiding voor de bouw van Peace Village Mesen, een verblijfs- en congrescentrum in de rand van de stad. Het centrum is actief als regiospecifiek educatief centrum met verblijfsaccommodatie voor groepen en gezinnen, die Mesen zelf, maar ook de grensstreek, Frans-Vlaanderen of de omliggende West-Vlaamse heuvelzone aandoen.

## Demografische evolutie
- Bron:NIS - Opm:1831 t/m 1970=volkstellingen op 31 december; vanaf 1980= inwoneraantal per 1 januari

| Inwoners van jaar tot jaar op 1 januari 1992 tot heden | Inwoners van jaar tot jaar op 1 januari 1992 tot heden | Inwoners van jaar tot jaar op 1 januari 1992 tot heden |
| jaar                                                   | Aantal                                                 | Evolutie: 1992=index 100                               |
| ------------------------------------------------------ | ------------------------------------------------------ | ------------------------------------------------------ |
| 1992                                                   | 1.031                                                  | 100,0                                                  |
| 1993                                                   | 1.003                                                  | 97,3                                                   |
| 1994                                                   | 1.010                                                  | 98,0                                                   |
| 1995                                                   | 1.024                                                  | 99,3                                                   |
| 1996                                                   | 992                                                    | 96,2                                                   |
| 1997                                                   | 995                                                    | 96,5                                                   |
| 1998                                                   | 963                                                    | 93,4                                                   |
| 1999                                                   | 977                                                    | 94,8                                                   |
| 2000                                                   | 964                                                    | 93,5                                                   |
| 2001                                                   | 966                                                    | 93,7                                                   |
| 2002                                                   | 971                                                    | 94,2                                                   |
| 2003                                                   | 971                                                    | 94,2                                                   |
| 2004                                                   | 971                                                    | 94,2                                                   |
| 2005                                                   | 976                                                    | 94,7                                                   |
| 2006                                                   | 988                                                    | 95,8                                                   |
| 2007                                                   | 983                                                    | 95,3                                                   |
| 2008                                                   | 997                                                    | 96,7                                                   |
| 2009                                                   | 952                                                    | 92,3                                                   |
| 2010                                                   | 950                                                    | 92,1                                                   |
| 2011                                                   | 945                                                    | 91,7                                                   |
| 2012                                                   | 952                                                    | 92,3                                                   |
| 2013                                                   | 980                                                    | 95,1                                                   |
| 2014                                                   | 1.040                                                  | 100,9                                                  |
| 2015                                                   | 1.037                                                  | 100,6                                                  |
| 2016                                                   | 1.054                                                  | 102,2                                                  |
| 2017                                                   | 1.049                                                  | 101,7                                                  |
| 2018                                                   | 1.040                                                  | 100,9                                                  |
| 2019                                                   | 1.065                                                  | 103,3                                                  |
| 2020                                                   | 1.047                                                  | 101,6                                                  |
| 2021                                                   | 1.051                                                  | 101,9                                                  |
| 2022                                                   | 1.062                                                  | 103,0                                                  |
| 2023                                                   | 1.074                                                  | 104,2                                                  |
| 2024                                                   | 1.075                                                  | 104,3                                                  |
| 2025                                                   | 1.071                                                  | 103,9                                                  |

## Politiek

### Structuur
| Mesen            | Mesen            | Supranationaal         | Nationaal                         | Nationaal                         | Gemeenschap               | Gewest                    | Provincie                 | Arrondissement  | Provinciedistrict | Kanton          | Gemeente        |
| ---------------- | ---------------- | ---------------------- | --------------------------------- | --------------------------------- | ------------------------- | ------------------------- | ------------------------- | --------------- | ----------------- | --------------- | --------------- |
| Administratief   | Niveau           | Europese Unie          | België                            | België                            | Vlaanderen                | Vlaanderen                | West-Vlaanderen           | Ieper           | Ieper             | Ieper           | Mesen           |
| Administratief   | Bestuur          | Europese Commissie     | Belgische regering                | Belgische regering                | Vlaamse regering          | Vlaamse regering          | Deputatie                 | Deputatie       | Deputatie         | Deputatie       | Gemeentebestuur |
| Administratief   | Raad             | Europees Parlement     | Kamer van volksvertegenwoordigers | Kamer van volksvertegenwoordigers | Vlaams Parlement          | Vlaams Parlement          | Provincieraad             | Provincieraad   | Provincieraad     | Provincieraad   | Gemeenteraad    |
| Kiesomschrijving | Kiesomschrijving | Nederlands Kiescollege | Kieskring West-Vlaanderen         | Kieskring West-Vlaanderen         | Kieskring West-Vlaanderen | Kieskring West-Vlaanderen | Kieskring West-Vlaanderen | Kortrijk-Ieper  | Ieper             | Mesen           | Mesen           |
| Verkiezing       | Verkiezing       | Europese               | Federale                          | Federale                          | Vlaamse                   | Vlaamse                   | Provincieraads-           | Provincieraads- | Provincieraads-   | Provincieraads- | Gemeenteraads-  |

### Burgemeesters
- 1959 - 1980 : Roger Lambelin
- 1980 - 1987 : Julien Duflo
- 1987 - 2002 : Jean Liefooghe
- 2002 - heden : Sandy Evrard

### Resultaten gemeenteraadsverkiezingen sinds 1976
| Partij               | Partij               | 10-10-1976 | 10-10-1976 | 10-10-1982 | 10-10-1982 | 9-10-1988 | 9-10-1988 | 9-10-1994 | 9-10-1994 | 8-10-2000 | 8-10-2000 | 8-10-2006 | 8-10-2006 | 14-10-2012 | 14-10-2012 | 14-10-2018 | 14-10-2018 | 13-10-2024 | 13-10-2024 |
| Stemmen / Zetels     | Stemmen / Zetels     | %          | 9          | %          | 9          | %         | 9         | %         | 9         | %         | 7         | %         | 7         | %          | 7          | %          | 9          | %          | 9          |
| -------------------- | -------------------- | ---------- | ---------- | ---------- | ---------- | --------- | --------- | --------- | --------- | --------- | --------- | --------- | --------- | ---------- | ---------- | ---------- | ---------- | ---------- | ---------- |
|                      | PVV1 / MLM2          | 44,841     | 5          | 46,421     | 5          | 52,031    | 6         | 49,552    | 5         | 58,152    | 5         | 66,152    | 5         | 74,092     | 6          | 68,32      | 7          | 86,32      | 9          |
|                      | CVP                  | 41,58      | 4          | 36,47      | 3          | 33,1      | 3         | 35,16     | 3         | 31,42     | 2         | -         |           | -          |            | -          |            | -          |            |
|                      | SP                   | 13,59      | 0          | 17,11      | 1          | 14,87     | 0         | 15,28     | 1         | 10,43     | 0         | -         |           | -          |            | -          |            | -          |            |
|                      | MDM                  | -          |            | -          |            | -         |           | -         |           | -         |           | 33,85     | 2         | 25,91      | 1          | -          |            | -          |            |
|                      | RESPECT!             | -          |            | -          |            | -         |           | -         |           | -         |           | -         |           | -          |            | 31,7       | 2          | 13,7       | 0          |
| Totaal stemmen       | Totaal stemmen       | 742        | 742        | 734        | 734        | 734       | 734       | 694       | 694       | 704       | 704       | 731       | 731       | 674        | 674        | 716        | 716        | 582        | 582        |
| Opkomst %            | Opkomst %            |            |            |            |            | 97,22     | 97,22     | 98,3      | 98,3      | 98,46     | 98,46     | 98,78     | 98,78     | 97,97      | 97,97      | 99,7       | 99,7       | 81,7       | 81,7       |
| Blanco en ongeldig % | Blanco en ongeldig % | 0,81       | 0,81       | 2,86       | 2,86       | 2,86      | 2,86      | 2,88      | 2,88      | 3,27      | 3,27      | 3,42      | 3,42      | 6,08       | 6,08       | 2,9        | 2,9        | 2,4        | 2,4        |

De zetels van de gevormde meerderheid staan vetjes afgedrukt. De grootste partij is in kleur.

De rode cijfers naast de gegevens duiden aan onder welke naam de partijen telkens bij een verkiezing opkwamen.
Uit het Grootste Buurtonderzoek van Het Nieuwsblad en De Gentenaar in 2006 bleek dat Mesen de populairste burgemeester had, Sandy Evrard van de lokale liberale partij MLM. Burgemeester Sandy Evrard beweerde bovendien dat hij alle 985 inwoners van de gemeente bij naam en toenaam kende, en kon dit bewijzen voor het programma Man bijt hond op Eén.
Ook in 2009 scoorde Evrard weer als beste burgemeester met een score van 8,4 op 10.

## Brandweer
De brandweer van de stad Mesen bezat tot 2008 het oudste nog actieve brandweervoertuig van België: een Dodge uit het jaar 1942. De wagen wordt momenteel bewaard in het museum van de Privat Fire Brigade in Aalst.

## Zusterstad
Mesen is verzusterd met Featherston in Nieuw-Zeeland. Mesen is ook verzusterd met Lede (Oost-Vlaanderen) en dit op 4 mei 2019.

## Nabijgelegen kernen
Ploegsteert, Wulvergem, Wijtschate, Waasten